# Francesco Guarino
Francesco Guarino ou Francesco Guarini, communément appelé Ciccio Guarino, (Solofra, 1611 - Gravina in Puglia, 1654 ou 1651) est un peintre italien du début du baroque, appartenant à l'école napolitaine de peinture, actif dans sa ville natale de Solofra, dans les zones montagneuses de l'est de Naples, l'Irpinia, et dans d'autres lieux de Campanie, des Pouilles et de la Molise.

## Biographie

### Jeunesse et formation
Francesco Guarini nait à Sant'Agata Irpina, aujourd'hui Sant'Andrea Apostolo, une frazione de Solofra en Campanie. Il est issu d'une famille d'artistes et est le deuxième des six enfants du peintre Giovan Tommaso Guarini (1573-1637) et de son épouse Giulia Vigilante. Le grand-père paternel de Francesco, Felice Guarini, est également peintre et affirme dans un document qu'il descend aussi de générations de peintres (« descendens a pictoribus generansque pictores ») ; il n'existe qu'une seule image connue de Felice , une Vierge à l'Enfant datant de 1606, exposée dans l'église San Giuliano de Solofra. Son père, Giovan Tommaso, dirige avec succès un atelier à Solofra, spécialisé non seulement dans les peintures pour les églises locales, mais aussi dans la production d'intarsia.
Francesco Guarini fait d'abord son apprentissage dans l'atelier de son père. Il s'installe à Naples où la présence de ses œuvres est documentée par l’inventaire de la collection de peintures du Palazzo Orsini, rédigé en 1744 par Ambrogio Seassari. Il se forme jusqu'en 1628, dans l'atelier de Massimo Stanzione, inspiré à la fois par le Caravage et par Guido Reni. Cette information n'est cependant pas documentée et il n’y a aucune absence connue de longue durée de sa ville natale. Une certaine proximité stylistique avec Stanzione est toutefois clairement visible dans l'œuvre de Guarino et s'exprime dans la combinaison de traits ténébristes avec une élégance classique et des couleurs vives.

### Premiers succès

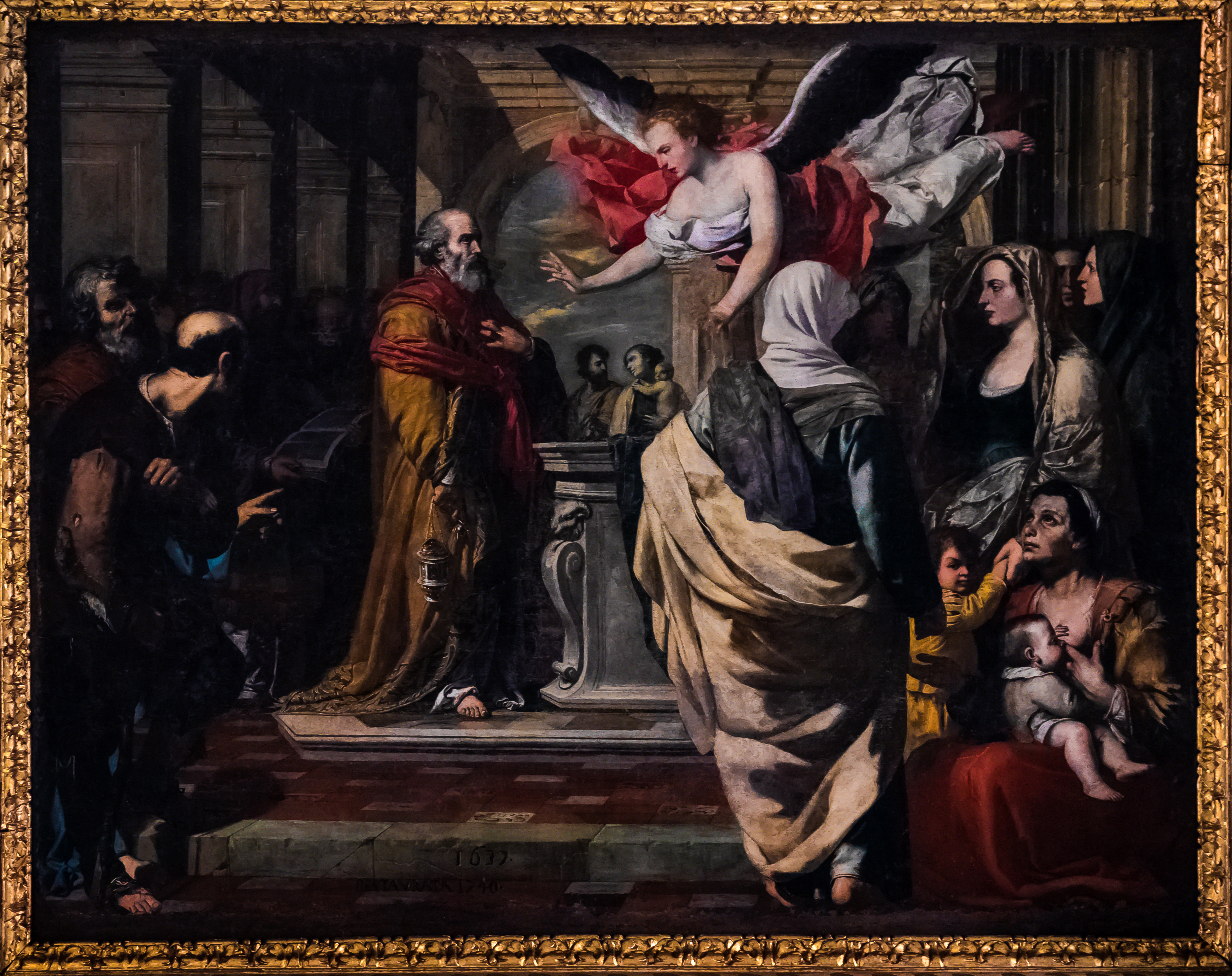
Annonciation à Zacharie (atelier ?), 1637, collégiale San Michele Arcangelo, Solofra.

En 1634, Francesco achète une maison avec son frère Giovan Sabato et, au cours des deux années suivantes, réalise avec lui un retable au nom de leur père pour la chapelle Santa Maria del Soccorso à Solofra (1636). À cette époque, une Madone du Rosaire est également réalisée pour l'église paroissiale de Sant'Andrea di Solofra, qui est considérée par certains experts comme la première œuvre fiable de Francesco Guarini, signée GTF et datée 1634 ; d'autres considèrent qu'il s'agit d'une collaboration avec l'atelier de Giovan Tommaso. La peinture se caractérise par une iconographie traditionnelle de la Vierge à l'Enfant et des saints, animés par des gestes de la fin du XVIe siècle, mais présente en même temps des caractéristiques stylistiques, celles de Francesco, proches du caravagisme de Filippo Vitale et des œuvres plus anciennes de Massimo Stanzione.
Le 25 février 1636, Giovan Tommaso, alors proche de la mort, affranchit son fils Francesco par un acte légal, lui confiant la responsabilité de l'atelier. La même année, le 3 mars, le peintre de vingt-cinq ans signe avec l'université de la ville le contrat pour la création de 21 tableaux avec des représentations d'anges basées sur le Nouveau Testament et l'Apocalypse, dont une Annonciation qui n'est achevée qu'en 1642, pour le plafond à caissons du transept de la Collegiata di San Michele Arcangelo près de Solofra, où son père a déjà réalisé quelques toiles pour la décoration du plafond de la nef centrale avec des scènes de l'Ancien Testament. Avec cette commande, il peut être inclus parmi les principaux peintres napolitains de la deuxième génération du XVIIe siècle. Les œuvres dédicacées de Francesco sont d'une telle qualité qu'elles représentent une rupture nette avec les méthodes de décorateur « dévoué » de son père Giovan Tommaso. À travers l'ensemble des premières œuvres de la collégiale, Guarini exprime un caravagisme impassible, dans lequel la fonction narrative est confiée aux lumières et aux détails des natures mortes. L'ensemble du plafond a été gravement touché par le grave séisme du 23 novembre 1980 en Irpinia, lors duquel des morceaux de la couche de peinture se sont brisés ; les tableaux  ont été restaurés en 2021.
Il existe également plusieurs portraits en pied de saintes et une Judith décapitant Holopherne au musée diocésain de Salerne datant du milieu des années 1630.
De 1637 à 1640, il peint le cycle en quinze parties sur sainte Agathe pour le plafond de l'église paroissiale Sant'Agata de Solofra (aujourd'hui : Sant'Agata Irpina). Ces tableaux ont ensuite été repeints à plusieurs reprises et sont si mal conservés que les experts ne sont parfois pas d'accord sur ceux qui sont de la main de Guarini et ceux de son atelier. Au cours des années suivantes, de nombreuses autres ouvrages sont créées pour les églises de Solofra et des environs.

### Au service de la famille Orsini

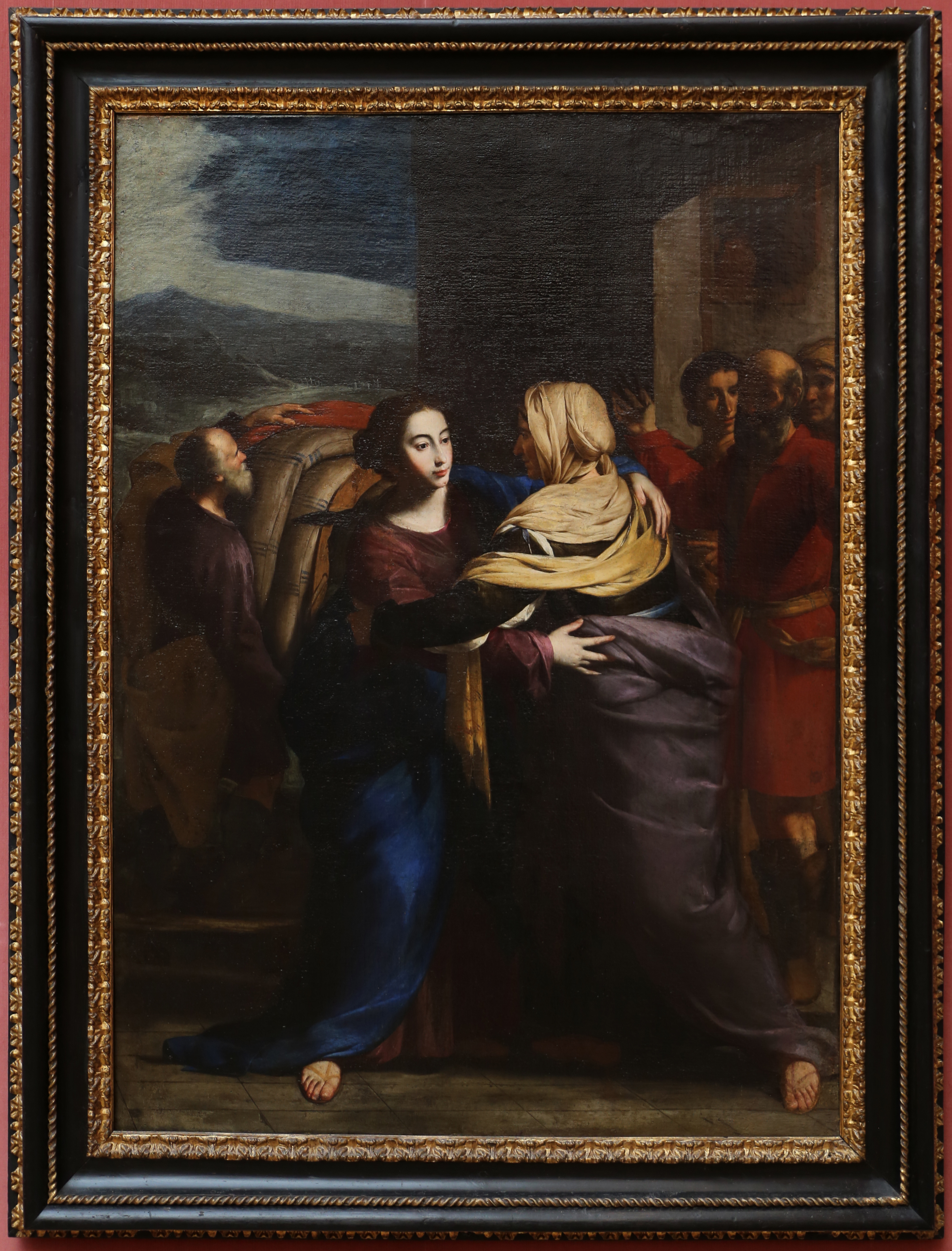
Visitation, vers 1640-45,Gemäldegalerie (Berlin).

Sa réputation commence à se répandre en dehors de sa région d'origine. Vers 1642-1643, Francesco Guarino travaille dans l' église Sant'Antonio Abate de Campobasso en Molise, avec neuf petites histoires autour d'une statue du XVIe siècle du saint pour l'autel de saint Antoine Abbé, une peinture où saint Benoît exorcise un frère possédé sur l'autel dédié au saint et une Pietà pour faire face. La sculpture des parties en bois des deux autels, malgré les altérations, semble stylistiquement proche des méthodes de sculpture à Solofra de la fin du XVIe siècle. Il n'est donc pas exclu que Francesco Guarini fournisse à ses clients du Molise un service complet en utilisant l'atelier de son père pour les parties plastiques. En 1642, il réalise une Immaculée Conception pour la Congrega dei Bianchi dans l'église paroissiale de Solofra.
Sa seule œuvre apparemment destinée dès le départ à l'étranger est une immense représentation des Sept archanges de l'Apocalypse (241 × 400 cm) pour le monastère des Déchaussées royales à Madrid, qui est malheureusement mal conservée.
En 1641, il reçoit les ordres mineurs.
Francesco Guarini établit alors des relations commerciales avec la famille Orsini, à l'époque seigneurs féodaux des territoires de Solofra, pour qui il travaille presque exclusivement à partir de 1641, notamment pour Ferrante Orsini, le père du futur pape Benoît XIII. Ses premières œuvres pour les Orsini comprennent les deux tableaux Isaac bénit Jacob et Ésaü vend le droit d'aînesse à Jacob (environ 1642), qui se trouvent maintenant dans la collection de peintures de Schönborn au château Weissenstein.
Toujours pour la famille Orsini, il crée la Madonna del Rosario (1644-1649) pour le couvent San Domenico Maggiore à Solofra. Selon Bernardo De Dominici, il s'installe ensuite à Gravina in Puglia, le centre du pouvoir économique de la branche méridionale de la famille Orsini.

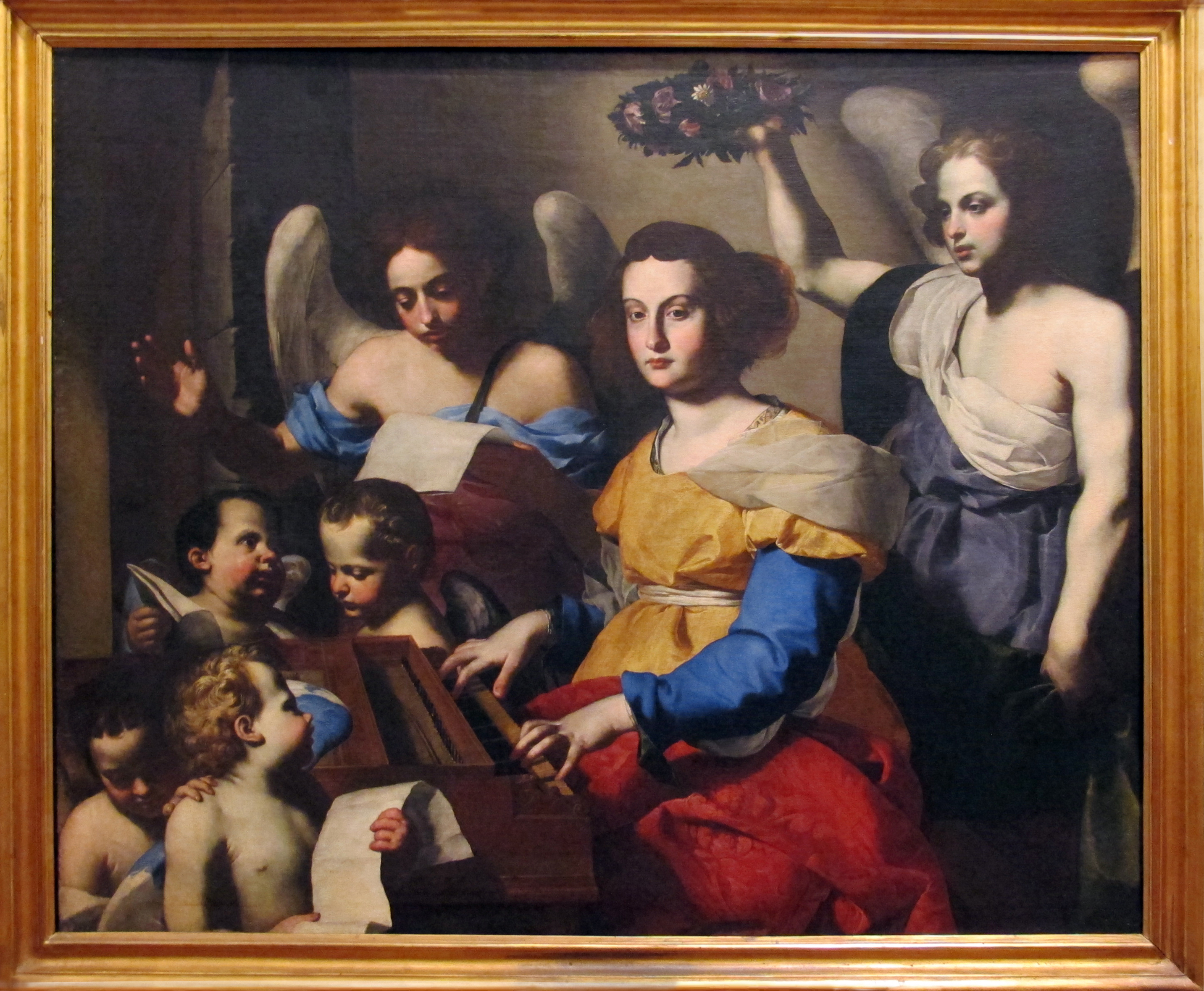
Sainte Cécile au clavecin avec six anges, v. 1650, musée de Capodimonte, Naples.

Francesco Guarini poursuit dans les Pouilles une florissante activité professionnelle pour la famille Orsini et les différentes églises de la région, devenant ainsi une figure décisive de la peinture du XVIIe siècle dans ces territoires. Son tableau probablement le plus célèbre aujourd'hui, est Sainte Cécile au clavecin avec six anges conservée au musée de Capodimonte de Naples, une œuvre tardive, et probablement, selon la tradition un portrait allégorique de la duchesse Giovanna Frangipane, épouse de Ferrante Orsini .
En outre, il continue à créer des peintures pour les églises de sa ville natale et d'autres régions de Campanie. Parmi les rares œuvres datées des dernières années de sa vie figurent deux Madones du Rosaire de 1644 (aujourd'hui  dans la collection Di Donato à Solofra) et de 1645 dans le Santuaire Santa Maria Mater Domini à Nocera Superiore. À peu près à la même époque, il peint une représentation de la Visitation de la Vierge Marie, qui se trouve aujourd'hui à la Gemäldegalerie (Berlin).
En plus des portraits et des scènes sacrées pour la famille Orsini, il peint le retable de La Madonna del Suffragio vers 1649-1650, pour l'église familiale Santa Maria del Suffragio, considérée comme sa dernière œuvre et son chef-d'œuvre. La structure compositionnelle du groupe est tirée de la Madonna delle Anime Purganti de Massimo Stanzione pour l'église Sainte-Marie-des-Âmes-du-Purgatoire à Naples. Il réalise d'une manière plus articulée que le prototype de Stanzione, la manœuvre complexe des anges qui élèvent les âmes du purgatoire vers le ciel et l'ange de dos qui élève le puissant nu masculin partiellement dans l'ombre. Cette œuvre constitue l'une des expressions les plus puissantes de l'art de la maturité de Guarini.
Francesco Guarini décède à l'âge de 40 ans le 23 novembre 1651,précisément au moment où les premiers pas de la carrière ecclésiastique de Pier Francesco Orsini, futur pape Benoît XIII, auraient pu lui ouvrir d'autres portes, en lui fournissant des commandes. La cause du décès est racontée par De Dominci dans Vite dei pittori, scultori e architetti napoletani : Francesco Guarini est amoureux d'une jeune femme mariée ; lorsqu'elle est tuée par son mari déshonoré, le peintre s'abandonne et meurt en novembre 1651. C'est une des hypothèses ; il est également probable que la mort de l'artiste soit causée par un accident ou une maladie soudaine. Sa mort laisse les Orsini dans le plus profond chagrin ; ils lui ont réservé de somptueuses funérailles.
Le peintre italien Angelo Solimena compte parmi ses élèves, père de Francesco Solimena.

## Débat sur son nom de famille

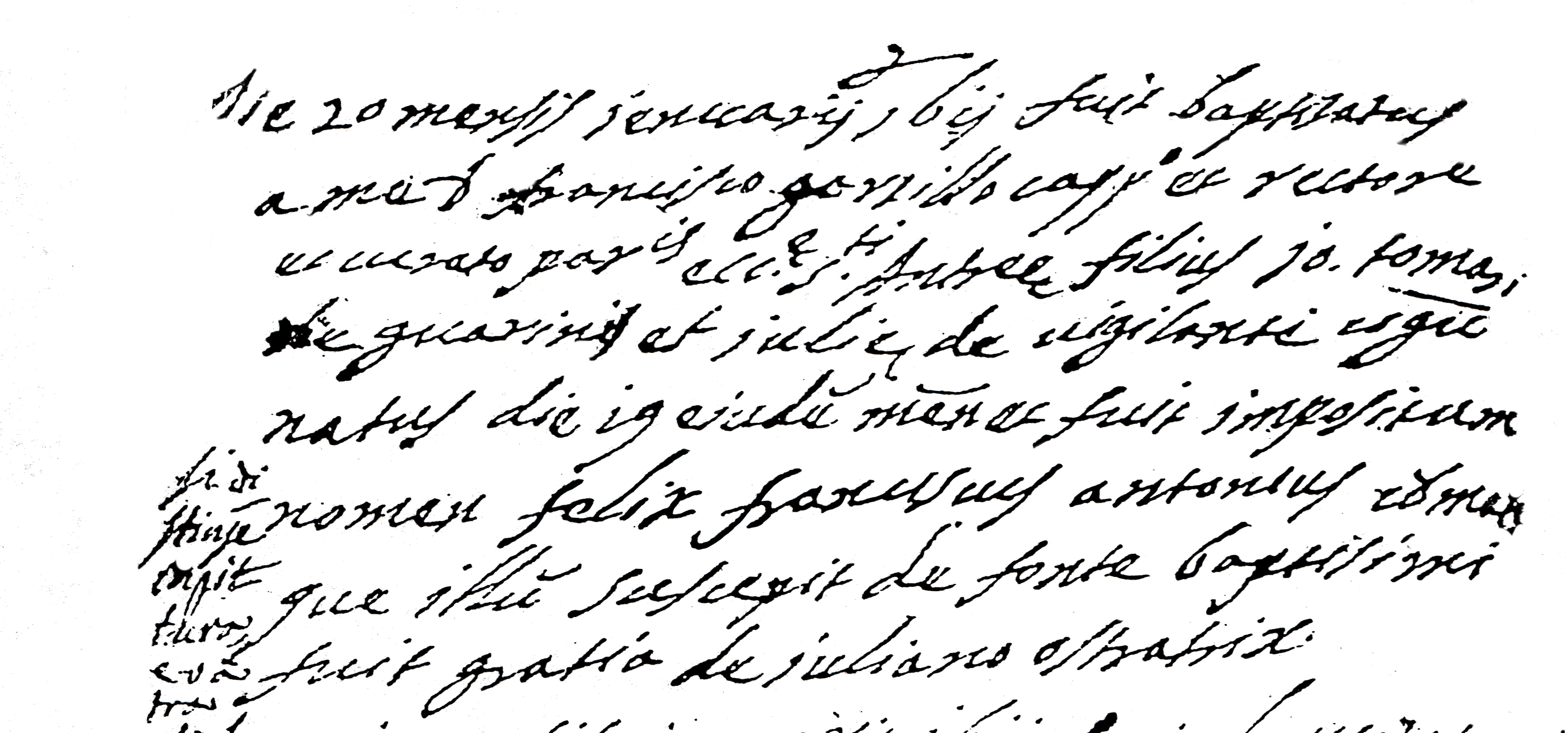
Acte de baptême de Francesco Guarini.

Selon Michele Grieco et d'autres auteurs, la forme relativement répandue aujourd'hui de son nom de famille « Guarino » est incorrecte, comme en témoigne, entre autres, la propre signature de Guarini sur une lettre adressée à Don Ferdinando Orsini. Après de longs débats, aucune certitude sur l’orthographe de son nom de famille n'existe.
Le surnom : « filius jo. tomasi de guarini(s) » et la note posthume « Il s'est distingué dans la peinture et a été parmi les hommes illustres de sa naissance Francesco Felice Antonio Guarini » figurent sur l'acte de baptême conservé dans les registres paroissiaux de Sant'Andrea Apostolo.
Le dramaturge Onofrio Giliberto, dans son ouvrage Il vinto inferno da Maria, écrit dans les dédicaces : « Au Signor Francesco Guarini da Solofra ». Il existe par ailleurs un lien de famille entre les deux.
L'inscription placée en 1653 sur le tableau de la Madone de Constantinople dans l'église de S. Andrea di Solofra, indique « Franciscus Guarini pinxit ».
Malgré les nombreuses sources historiques attestant du nom « Guarini », en particulier la dernière mentionnée, qui est une signature autographe, certains chercheurs estiment que le nom de famille correct est « Guarino ».

## Style
Francesco Guarini manifeste dès ses premières œuvres un goût pour un caravagisme cultivé, qui le rapproche des principaux peintres napolitains comme Massimo Stanzione, Battistello Caracciolo, Filippo Vitale et surtout José de Ribera. Il crée une écriture personnelle, caractérisée par des figures nettes et parfaitement dessinées, à partir de ce qu'il observe.

## Principales œuvres
Les œuvres majeures de Francesco Guarini sont rassemblées au sein de la collégiale de Solofra.
- Sainte Agathe, v. 1637-1640, peinture sur toile, musée de Capodimonte, Naples
- Sainte Cécile martyre, v. 1650, peinture, musée de Grenoble
- Judith avec la tête d'Holopherne, 1651, peinture, Collection particulière
- Sainte Cécile à l'orgue, huile sur toile, 124 × 152 cm, musée de Capodimonte, Naples[11]
- Le Rêve de Jacob, Académie Nationale San Luca, Rome
- Apparition de la Vierge à San Felice da Cantalice (1650), église Santa Maria delle Grazie à Avellino

## Postérité
En 2011, pour célébrer le 400e anniversaire de la naissance de Francesco Guarini, la ville de Solofra a organisé des événements artistiques et des spectacles live de musique baroque. Les Solofrans baptisèrent l'événement du nom d'« Evento Guariniano » (« Événement Guarinien »).